# يحيى الغفاري

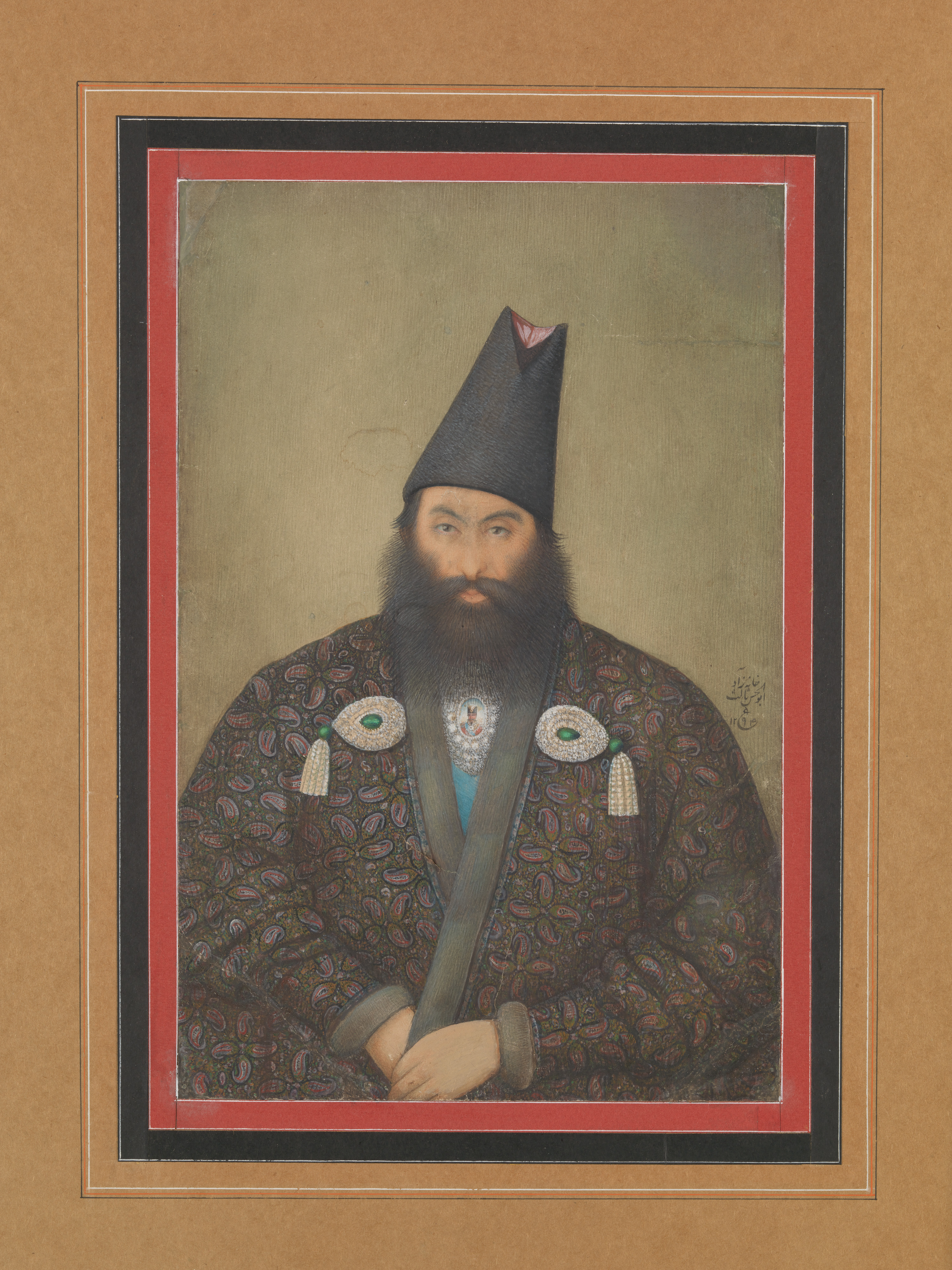
صورة لرجل دولة، ربما الأمير الكبير من رسم أبو الحسن الثالث؛ ألوان مائية معتمة وحبر على ورق؛ مؤرخة عام 1294 هـ/1877 م

يحيى خان الغفاري (توفي بين 1894 و1905؛ بالفارسية: یحیی‌خان غفاری) المعروف أيضًا باسم أبو الحسن الثالث، ابن صانع الملك، كان أحد رسامي البلاط الملكي في عصر القاجار في عهد ناصر الدين شاه قاجار ومظفر الدين شاه قاجار. كان ينتمي إلى عائلة الغفاري الفنية، حيث انخرطت عدة أجيال منها في الرسم والفن المصغر (المنمنمات).

## الحياة

### لقب أبو الحسن الثالث
ويقال إنه حصل على لقب أبو الحسن الثالث من ناصر الدين شاه بسبب تشابهه مع والده وإعجاب الشاه بصانع الملك. وكان العنوان يهدف إلى الإشارة إلى استمرار تقاليد العائلة وتراثها الفني. قبله كان أبو الحسن المستوفي الغفاري يُدعى أبو الحسن الأول، وكان والده أبو الحسن صانع الملك يُعرف بأبي الحسن الثاني.

### الوفاة
التاريخ الدقيق لميلاده ووفاته غير معروف. إلا أنه بناء على الأدلة والوثائق فإنه ظل حيًّا حتى عام 1324هـ (حوالي 1905م). وفقًا لقاعدة بيانات متحف متروبوليتان للفنون، يُقدر أن وفاته حدثت بين عامي 1273 و1284 قبل الميلاد (1894-1905 م)، وهو ما يتوافق مع التاريخ المذكور أعلاه.

### حادثة مقتل أبو تراب الغفاري
ومن الأحداث المهمة في حياة أبي الحسن الثالث انتحار أبي تراب الغفاري في بيته. ويقال إن أبا الحسن ساليس أهمل إنقاذه. وتشير بعض المصادر إلى أن هذا السلوك كان بسبب غيرته من موهبة ميرزا أبو تراب الفنية. عاش في عهد مظفر الدين شاه، وشكلت أعماله ونشاطاته جزءًا من التراث الفني في العصر القاجاري.

## الأسلوب الفني
كان أبو الحسن الثالث تلميذًا لوالده واشتهر بلوحاته المائية والزيتية. بالإضافة إلى مهاراته في هذه الأساليب، كان مهتمًا أيضًا بتقليد أعمال رسامي عصر النهضة. تشمل أعماله المتبقية المناظر الطبيعية واللوحات الزيتية، والتي تعكس تأثره بالفن الغربي وتمسكه بالجذور الفنية الإيرانية.

## طالع أيضًا
- عائلة الغفاري